# Kropkó Péter
Kropkó Péter (Miskolc, 1963. szeptember 1. –) magyar triatlonista.
Gyermekkorától rendszeresen sportolt, úszott, tornázott és középiskolás évei alatt vízilabdázott is. A miskolci Zrínyi Ilona Gimnáziumban érettségizett. A Nehézipari Műszaki Egyetem Bányamérnöki karán szerzett diplomát. Felesége Golubics Andrea, ugyancsak volt válogatott triatlonista.
1984-ben versenyzett először triatlonosként, Szolnokon, ahol ötödik lett. 1986-ban már Bécsben, egy nemzetközi versenyen állt rajthoz. A következő évben nyert is itt és 1988-ban elindult az első hivatalos, Németországban rendezett Ironman Europe-on, ahol nagy meglepetésre ötödik lett. Így hivatalosan is ő teljesítette az Ironman távot idehaza először. Ugyan ebben az évben első magyarként elindult a Hawaii Ironman viadalon is. Az Ironman World Championship hawaii verseny, amelyet a legnehezebb triatlon-viadalnak tartanak. Rendszeresen sikerült magát kvalifikálnia. 2005-ben kétszer is, mivel az első regisztrációra betegsége miatt nem tudott elmenni, így ismét ki kellett harcolni az indulás jogát. Mind a 13 évben kvalifikálta magát a világbajnokság profi mezőnyébe, amikor megtehette, hogy kitűzze célnak a VB-t.
Összesen ötvenegy Ironman-viadalon indult, négyszer nyerte meg a japán Strongman-viadalt és kétszer a svájci Ironman-bajnokságot. Japánban szobrot is állítottak tiszteletére.
2005 októberében visszavonult a versenyzéstől. Utánpótlás szakmai vezetőként sikeres programot épített a Magyar Triatlon Szövetségben, legjobb példa erre a jelenleg utánpótlás korú négy gyermeke, akik nemzetközi szintű eredményessége is.
2013, '14, '15 -ben megrendezte a nemzetközi szinten is kiemelkedően elismert Ironman 70.3 Budapest világversenyeket. Az Ironman nevet is tulajdonoló WTC minden idők legsikeresebb, első rendezésű 70.3 Ironman rendezvényének hirdették ki.
Korábban, rövid ideig sporttisztként dolgozott a hivatásos katasztrófavédelmi szerv központi szervezeténél. Jelenleg tanácsadóként is dolgozik. 

## Fontosabb eredményei
- 2-szer Ironman Hawaii – 7. hely (1996, 2000)
- 2-szer Ironman Svájc – 1. hely (1999, 2001)
- 3-szor Ironman Japán – 1. hely (1997, 1998, 2004)
- Dániai hosszútávú verseny – 1. hely (1997)
- 2-szer Ironman Europe – 2. hely (1990, 1994)
- 2-szer Ironman Europe – 3. hely (1992, 1993)
- 4-szer Strongman Japán – 1. hely (1999, 2000, 2001, 2002)
- Osztrák hosszútávú bajnokság
- hosszú távú vb – 7. hely (1998)
- középtávú Eb – 3. hely (1994)
- duatlon Eb – 2. hely (1995)
- sokszoros magyar bajnok
- 17 éven át veretlen idehaza minden triatlon távon

## Külső hivatkozások
- Fogadással búcsúztatták Kropkót
- Visszavonult az Ironman – cikk az Index.hu-n
- magyarok.sulinet.hu
- Kropkó Péter, a pályakezdő